# خطاره، قنا
خطاره (به عربی: الخطارة)؛ روستایی از توابع نقاده در استان قنا و کشور مصر است.

## جمعیت
براساس سرشماری سال ۲۰۰۶ مصر، جمعیت آن ۲۰۸۷۲ نفر(۱۰۱۱۹ مرد و ۱۰۷۵۳  زن) بوده‌است.